# Bank of the West Classic 2006
Il Bank of the West Classic 2006 è stato un torneo di tennis giocato sul cemento.  
È la 36ª edizione del Bank of the West Classic, che fa parte della categoria Tier II  nell'ambito del WTA Tour 2006. 
Si è giocato al Taube Tennis Center di Stanford in California dal 24 al 30 luglio 2006.

## Campionesse

### Singolare
Kim Clijsters ha battuto in finale  Patty Schnyder, 6–4, 6–2.

### Doppio
Anna-Lena Grönefeld /  Shahar Peer hanno battuto in finale  Maria Elena Camerin /  Gisela Dulko, 6–1, 6–4.